# Tubaria furfuracea
Tubaria furfuracea (Pers.) Gillet, Hyménomycètes (Alençon): 537 (1876) è un fungo basidiomicete di piccola taglia.

## Descrizione della specie
Cappello
Fino a 4 cm di diametro, da convesso a quasi spianato con depressione centrale, colore bruno aranciato, cannella.
Lamelle
Fitte, adnate o subdecorrenti, color cannella.
Gambo
Alto 2-5cm, 2-4 mm di diametro, cilindrico, a volte curvo, cavo, concolore al cappello, ricoperto alla base da filamenti miceliari bianchi.
 Carne 
Di colore ocra, sottile e fragile.
 Microscopia 
Sporeellissoidali, lisce, con apice arrotondato, 6-8,5 x 4-6 µm, ocra in massa.
Cheilocistidicilindrici o clavati.

## Habitat
Fungo saprofita, cresce sul terreno fra i resti legnosi in autunno-inverno.

## Commestibilità
Senza valore

## Nomi comuni
- (DE)  Schüppchen-Trompetenschnitzling
- (EN)  Scurfy Twiglet

## Sinonimi e binomi obsoleti
- Agaricus furfuraceus Pers., Synopsis Methodica Fungorum (Göttingen) 2: 454 (1801)
- Agaricus furfuraceus sensu Colenso; fide Segedin & Pennycook (2001)
- Agaricus heterosticha (Fr.) Fr., (1821)
- Naucoria furfuracea (Pers.) P. Kumm., Führ. Pilzk. (Zwickau): 77 (1871)
- Psilocybe heterosticha (Fr.) Singer, Nova Hedwigia, Beih. 29: 248 (1969)
- Tubaria furfuracea (Pers.) Gillet, Hyménomycètes (Alençon): 537 (1876) var. furfuracea
- Tubaria heterosticha (Fr.) Sacc., Sylloge fungorum omnium husque cognitorum (Abellini) 5: 873 (1887)
- Tubaria hiemalis Romagn. ex Bon, Docums Mycol. 3(no. 8): 5 (1973)
- Tubaria pellucida sensu NCL (1960)

## Principi attivi
Polisaccaridi estratti dal micelio di T. furfuracea e somministrati in cavie hanno presentato un'azione antitumorale inibendo la crescita di sarcoma 180 e del cancro di Ehrlich rispettivamente dell'80% e del 90% (Ohtsuka et al., 1973).